# Calpernia Addams
Calpernia Sarah Addams (20 de febrero de 1971 en Nashville, Tennessee) es una actriz, escritora, música y activista estadounidense. Es reconocida por su defensa en favor de los derechos de la población transgénero.

## Biografía
Addams creció en Nashville, Tennessee. Sirvió como farmaceuta en la marina de guerra de los Estados Unidos. Durante su último año en la milicia, salió del armario y confesó su condición de transgénero. Escogió el nombre "Calpernia" de la obra Julio César de William Shakespeare.

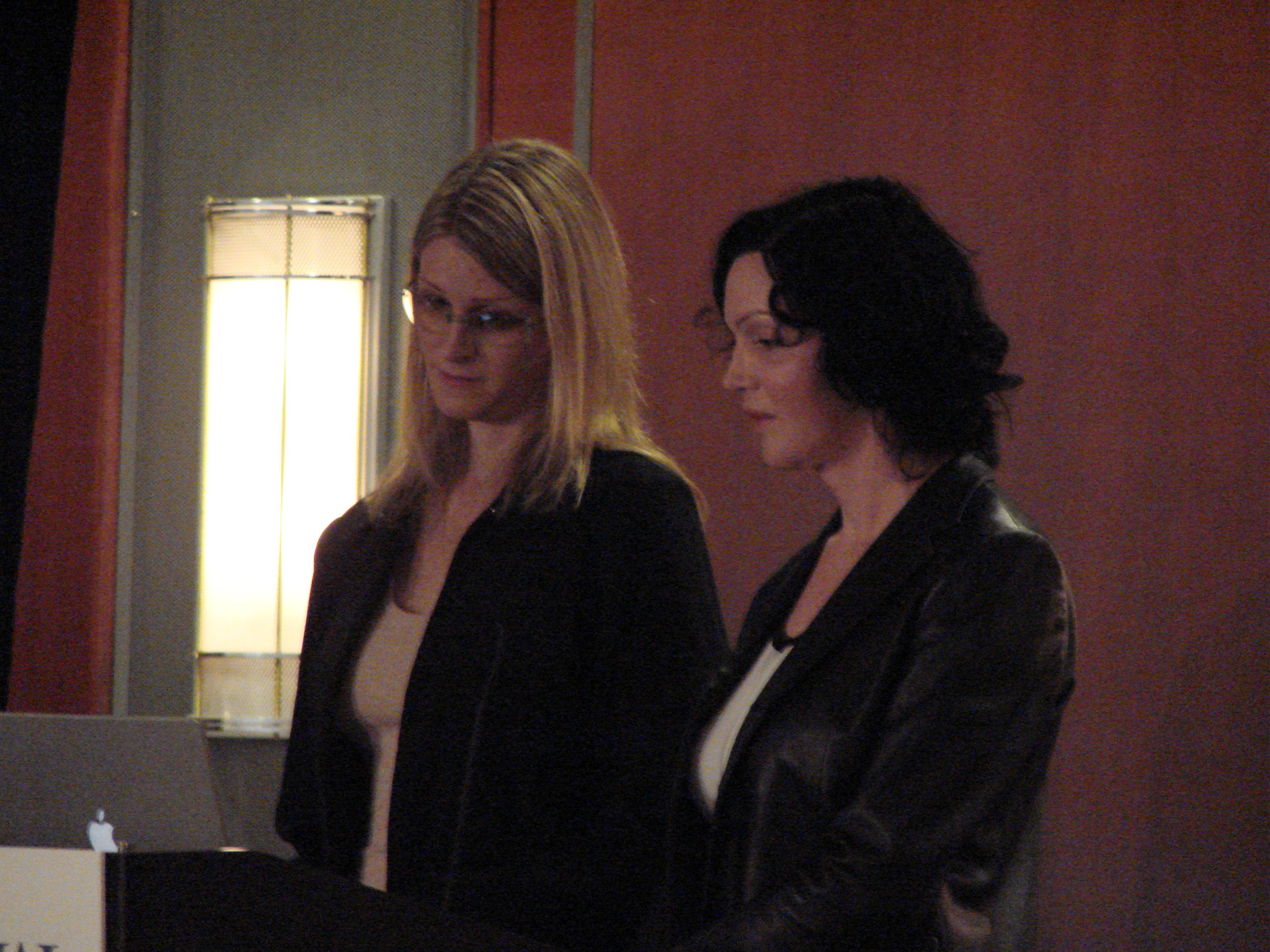
Andrea James y Addams.

En 2002 fundó la productora Deep Stealth en Hollywood junto a Andrea James. Deep Stealth produce material acerca de la transexualidad y los inconvenientes que conlleva en la sociedad actual pertenecer a esa población. Addams y James entrenaron a Felicity Huffman para su aclamada interpretación como mujer transgénero en la película Transamerica.
En abril de 2008, Addams compartió escenario con Jane Fonda, Glenn Close, Salma Hayek, Alicia Keys y otras artistas en una edición especial de aniversario de la obra Monólogos de la Vagina en el Superdomo de Luisiana.
Publicó un sencillo titulado "Stunning", disponible en iTunes. Coprodujo la canción "The Vagina Song" de Willam Belli, correspondiente a su álbum debut The Wreckoning, realizando un cameo en el vídeoclip de la canción.
En 2015 se presentó en el estreno internacional de la obra "Trans Scripts" de Paul Lucas en el Festival de Edimburgo en Escocia. La producción recibió cinco estrellas, un premio Fringe, entre otros reconocimientos.

### Vida personal
En 1999 Addams sostuvo una relación amorosa con el soldado de infantería Barry Winchell. Cuando empezaron a correr los rumores de la relación, Winchell comenzó a sufrir constantes ataques por parte de sus compañeros, siendo finalmente asesinado por un fuerte golpe en la cabeza con un bate de béisbol por el soldado Calvin Glover. La historia del romance entre Addams y Winchell fue llevada al cine en la película Soldier's Girl, estrenada en 2003. Addams fue interpretada por el actor Lee Pace.